# Gymnocladus
Gymnocladus és un gènere de planta de flors amb onze espècies pertanyent a la família Fabaceae.

## Espècies seleccionades
- Gymnocladus angustifolius (Gagnep.) J.E.Vidal
- Gymnocladus assamicus
- Gymnocladus burmanicus
- Gymnocladus chinensis
- Gymnocladus dioicus